# William Bailey
William Bailey (6. oktober 1815 – 25. oktober 1904) var en engelsk/dansk lokomotivfører, først på Eastern Counties Railway, siden i Slesvig og i Jylland.
Bailey havde som dreng arbejdet i de engelske kulminer, først ved at køre med ponytrukne kulvogne nede i minegangene. Senere arbejdede han med at bryde kul og kom så til at arbejde ved kulbanerne over jorden hvor han arbejdede dels med hestetrukne "kultog" og senere med damplokomotiver. Ved overgangen til rigtige jernbaner arbejde han først som lokomotivfyrbøder og siden som lokomotivfører.
Bailey kom til den sydslevigske jernbane (King Frederik the VII. South Slesvig Railway Flensborg-Rendsborg med sidebane Øster Ørsted-Tønning) i forbindelse med dennes åbning i 1854, og da Gabriel Hinné var uheldig med de første prøvetog på Århus-Randers strækningen blev Bailey i 1862 hentet op fra Slesvig og kørte prøvetogene. Han blev på den jyske tværbane til 1865 hvor han forflyttedes til Fyn da banen der skulle åbne. Senere blev det Fredericia-Vamdrup og efter åbningen af Fredericia-Århus 1868 blev han den første lokomotivmester i Århus. Han blev i den stilling indtil han tog sin afsked i 1873 hvorefter han flyttede til London.